# Kathleen Heddle
Kathleen Heddle, OBC (* 27. November 1965 in Trail, British Columbia; † 11. Januar 2021 in Vancouver) war eine kanadische Ruderin. Gemeinsam mit ihrer langjährigen Partnerin Marnie McBean gewann sie vier olympische Medaillen in vier verschiedenen Bootsklassen.

## Leben
Heddle wuchs mit drei Geschwistern in Vancouver auf. An der University of British Columbia studierte sie Psychologie. Die Hochschule verlieh ihr 2004 einen Ehrendoktor.
Nachdem McBean und Heddle 1991 Weltmeisterinnen im Zweier ohne Steuermann geworden waren, gewannen die beiden bei den Olympischen Spielen 1992 in Barcelona Gold in dieser Bootsklasse. Tags darauf saßen die beiden im kanadischen Achter und gewannen eine zweite Goldmedaille. Nach 1992 wechselten beide Ruderinnen vom Riemenrudern zum Skull.
Bei den Weltmeisterschaften 1994 gewannen McBean und Heddle Silber im Doppelzweier; im Jahr darauf wurden sie Weltmeisterinnen. Bei den Olympischen Spielen 1996 in Atlanta siegten McBean und Heddle im Doppelzweier. Tags darauf ruderten die beiden im Doppelvierer zu Bronze. Danach beendete Heddle ihre Karriere.
Im Jahre 1999 wurde sie gemeinsam mit Silken Laumann für ihre herausragende Karriere vom Weltruderverband (FISA) mit der Thomas-Keller-Medaille ausgezeichnet. Nach der sportlichen Karriere war sie Mitglied der FISA-Athletenkommission.
Heddle lebte mit ihrem Mann und ihren zwei Kindern in Vancouver. Im Januar 2021 starb sie mit 55 Jahren infolge eines seit sechs Jahren bestehenden Krebsleidens.